# Brug 1938
Brug 1938 is een bouwkundig kunstwerk in Amsterdam-Centrum.
De brug vormt de verbinding tussen de Sarphatistraat en de bedrijfsmatige achteringang van Artis. De brug is in de jaren negentig van de 21e eeuw gebouwd toen de dierentuin de beschikking kreeg over het grondgebied van een rangeerterrein behorende bij het Rijksentrepotdok. Dit terrein had een aansluiting via brug 72S met sporen op de Sarphatistraat, die op zich weer aansloten op het railnetwerk in Amsterdam-Oost. Toen het Entrepotdok haar functie verloor verwilderde en verloederde het terrein. Ondertussen had Artis uitbreiding van grondgebied nodig, maar na de opruiming van het rangeerterrein rond 1980 vestigde allerhande alternatievelingen met huttendorp zich op het terrein, die de uitbreiding van Artis tegenhielden. Toen het huttendorp uiteindelijk toch moest worden ontruimd bleef die spoorbrug als relikwie achter. Artis begon met uitbreiden en voor de achteringang werd de brug rond 1995 vernieuwd. Ze heeft enigszins het uiterlijk in de stijl van de Amsterdamse School met een mengeling van rood baksteen en grijs natuursteen verwerkt in de landhoofden en pijler. De overspanning is van beton en de leuning van metaal. Opvallend is voorts een aanbrug.

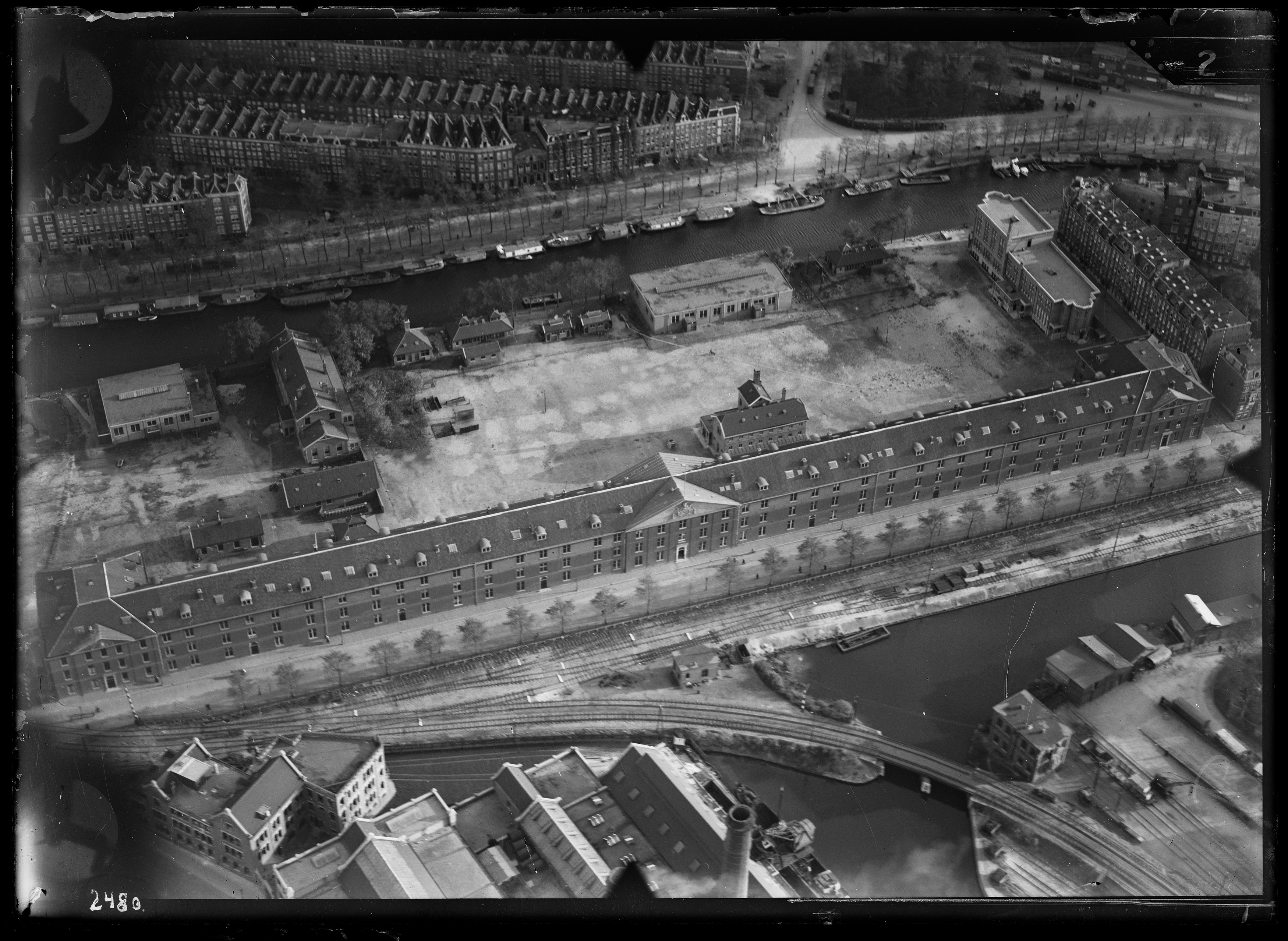
Brug 72S in de periode 1920-1940 onderaan de foto

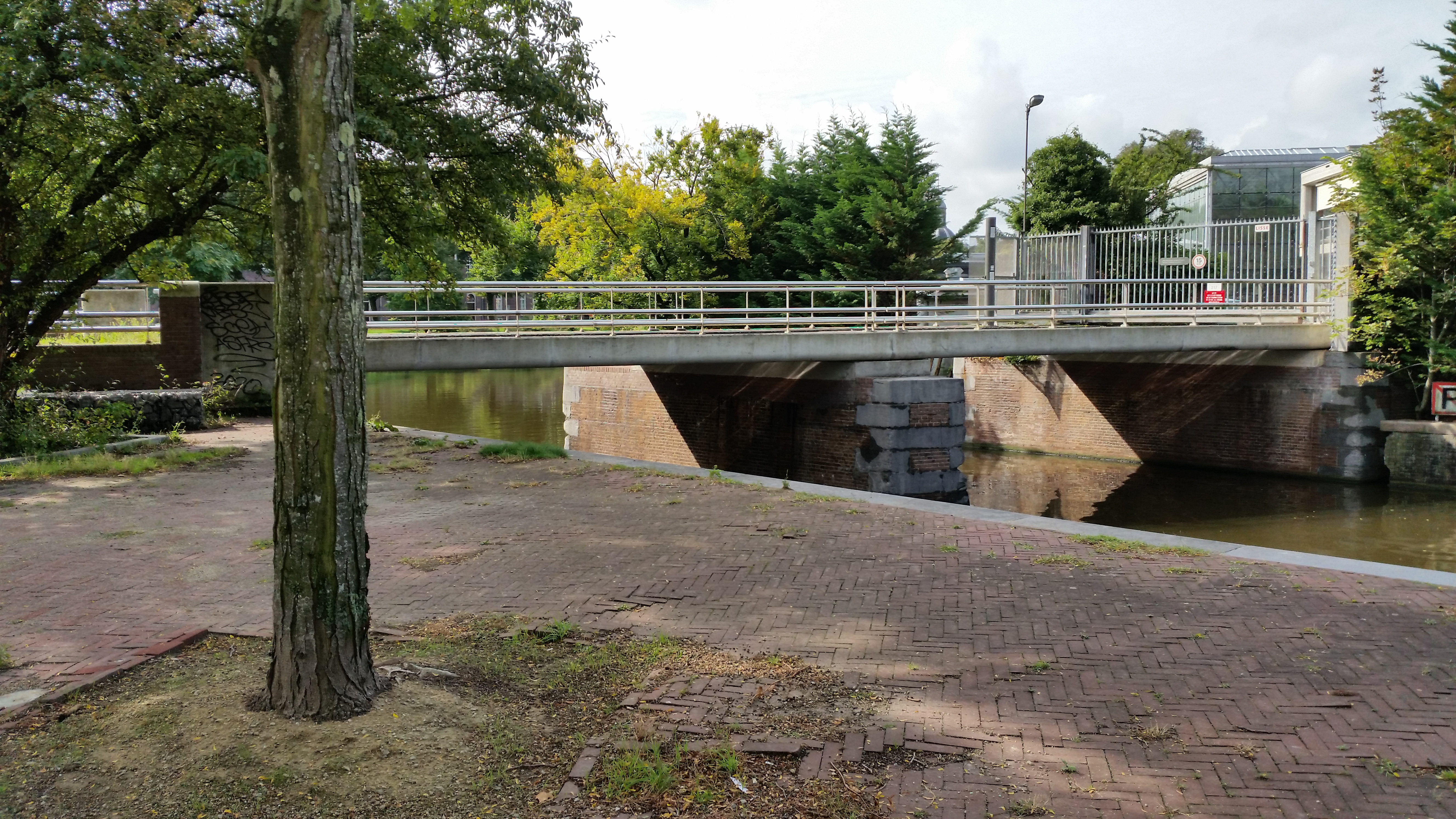
Brug 1938 gezien van Entrepotdok (september 2020)

<<< · 1900 · 1901 · 1902 · 1904 · 1906 · 1907 · 1908 · 1909 · 1910 · 1911 · 1913 · 1914 · 1915 · 1916 · 1917 · 1919 · 1920 · 1922 · 1923 · 1925 · 1927 · 1929 · 1930 · 1931 · 1932 · 1933 · 1935 · 1936 · 1937 · 1938 · 1939 · 1940 · 1941 · 1942 · 1944 · 1945 · 1946 · 1947 · 1948 · 1949 · 1950 · 1951 · 1952 · 1953 · 1954 · 1955 · 1956 · 1957 · 1958 · 1959 · 1960 · 1961 · 1962 · 1963 · 1964 · 1965 · 1966 · 1967 · 1968 · 1969 · 1970 · 1971 · 1972 · 1973 · 1974 · 1975 · 1976 · 1977 · 1978 · 1979 · 1980 · 1981 · 1982 · 1983 · 1984 · 1985 · 1986 · 1987 · 1988 · 1989 · 1990 · 1991 · 1992 · 1993 · 1994 · 1995 · 1996 · 1997 · 1998 · 1999 · >>>
Brugnummers 1903, 1905, 1912, 1918, 1921, 1924, 1926, 1928, 1934, 1943 zijn niet (meer) in gebruik (januari 2021)